# Nederländernas ambassad i Addis Ababa
Nederländernas ambassad i Addis Ababa är en fastighet i Addis Ababa i Etiopien, som inrymmer Nederländernas beskickning till Etiopien, Djibouti och Afrikanska Unionen.
Ambassaden ligger på en stor tomt vid Ring Road i stadsdelen Kolfe Keranyo i nordvästra delen av stadsområdet, vilken Nederländerna ägt sedan 1940-talet och haft sin ambassad på. I programmet för en nybyggnad ingick ett nytt ambassadkansli, bostadshus och skola. 
De ansvariga arkitekterna Bjarne Mastenbroek och Dick van Gameren ville hålla ingreppen i det eukalyptusbeväxta området nere och lämna så stor del av området som möjligt orört. 
Byggnaderna (kontor, personalbostad, skola) står i rad längs platsens norra gräns.
Ambassadhuset är 140 meter långt och två våningar högt. Det delar ambassadens område i öst-västlig riktning. Kontoren är belägna i byggnadens främre del och ambassadörens vardagsrum ligger i det bakre området. Byggnadens väggar, golv och tak har samma rödockranyans och små ojämnheter som den etiopiska jorden. Tillsammans med den gedigna betongkonstruktionen skapas en grottkaraktär som påminner om Lalibelas klippkyrkor. Byggnadens takträdgård, med sina olika sandformer i vattenbassänger, har en kontrasterande effekt och påminner om holländska polderlandskap. 
Byggnaden fick 2007 Aga Khans arkitekturpris.

## Bildgalleri

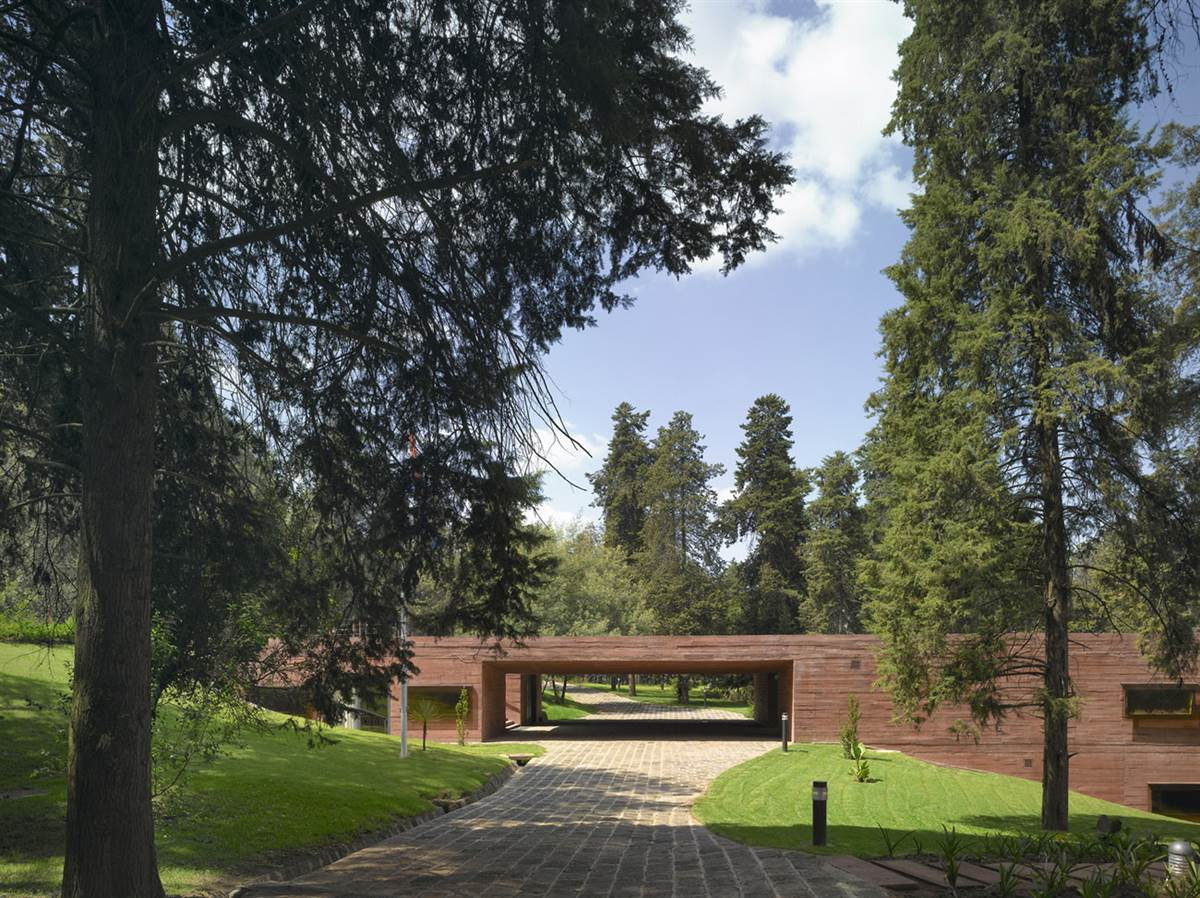
Västra änden
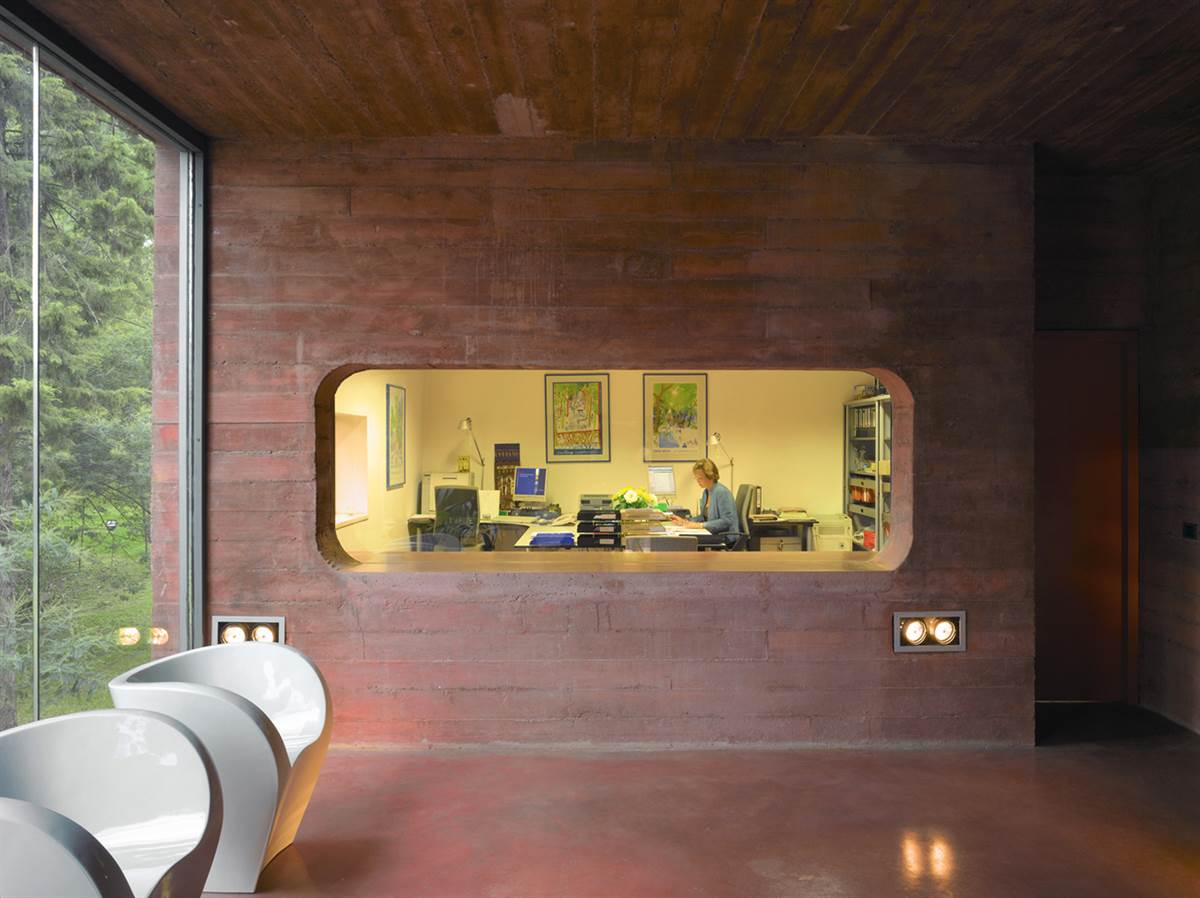
Interiör
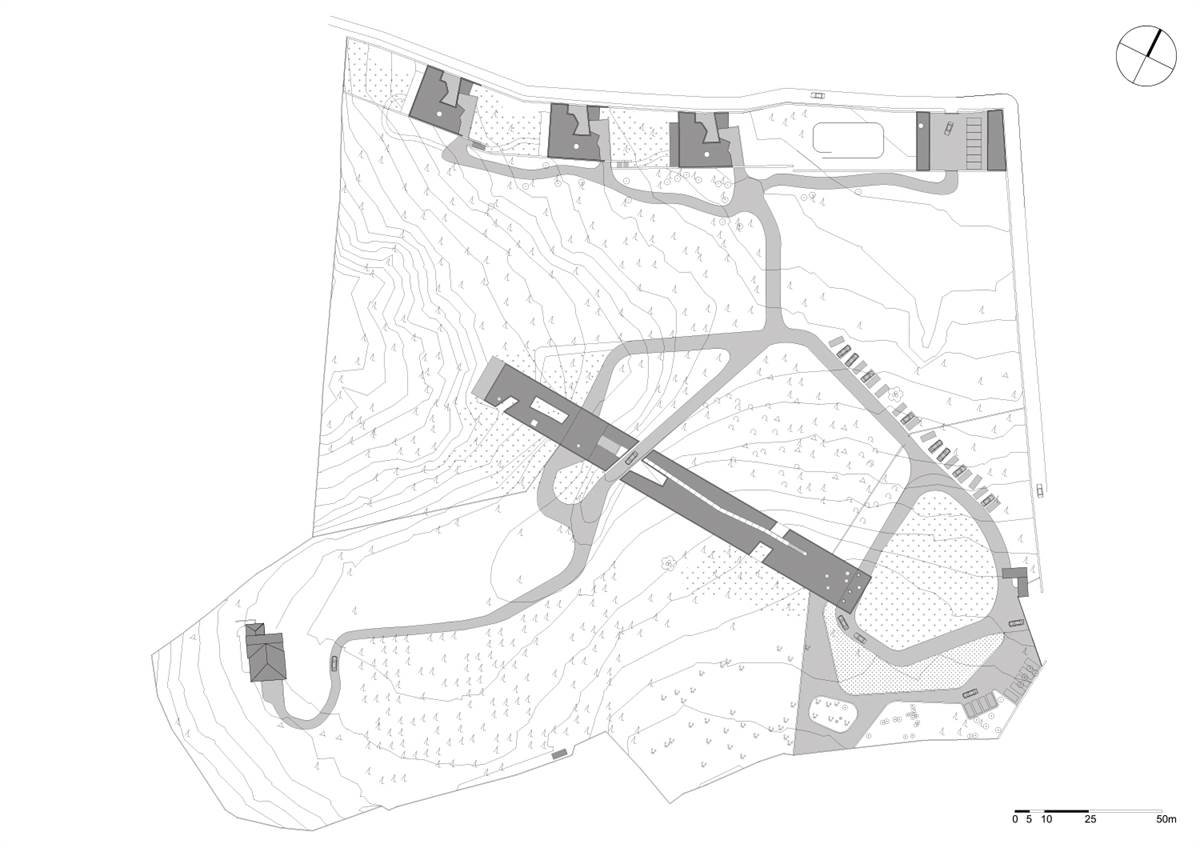
Tomtskiss